# ASMT
ASMT (англ. Acetylserotonin O-methyltransferase) – білок, який кодується однойменним геном, розташованим у людей на X-хромосомі. Довжина поліпептидного ланцюга білка становить 345 амінокислот, а молекулярна маса — 38 453.
| 10         |  | 20         |  | 30         |  | 40         |  | 50         |
| ---------- |  | ---------- |  | ---------- |  | ---------- |  | ---------- |
| MGSSEDQAYR |  | LLNDYANGFM |  | VSQVLFAACE |  | LGVFDLLAEA |  | PGPLDVAAVA |
| AGVRASAHGT |  | ELLLDICVSL |  | KLLKVETRGG |  | KAFYRNTELS |  | SDYLTTVSPT |
| SQCSMLKYMG |  | RTSYRCWGHL |  | ADAVREGRNQ |  | YLETFGVPAE |  | ELFTAIYRSE |
| GERLQFMQAL |  | QEVWSVNGRS |  | VLTAFDLSVF |  | PLMCDLGGGA |  | GALAKECMSL |
| YPGCKITVFD |  | IPEVVWTAKQ |  | HFSFQEEEQI |  | DFQEGDFFKD |  | PLPEADLYIL |
| ARVLHDWADG |  | KCSHLLERIY |  | HTCKPGGGIL |  | VIESLLDEDR |  | RGPLLTQLYS |
| LNMLVQTEGQ |  | ERTPTHYHML |  | LSSAGFRDFQ |  | FKKTGAIYDA |  | ILARK      |

A: Аланін

C: Цистеїн

D: Аспарагінова кислота

E: Глутамінова кислота

F: Фенілаланін

G: Гліцин

H: Гістидин

I: Ізолейцин

K: Лізин

L: Лейцин

M: Метіонін

N: Аспарагін

P: Пролін

Q: Глутамін

R: Аргінін

S: Серин

T: Треонін

V: Валін

W: Триптофан

Кодований геном білок за функціями належить до трансфераз, метилтрансфераз. 
Задіяний у такому біологічному процесі, як альтернативний сплайсинг. 
Білок має сайт для зв'язування з S-аденозил-L-метіоніном. 